# Національна комісія з космічної діяльності
Національна комісія з космічної діяльності (ісп. Comisión Nacional de Actividades Espaciales, CONAE) — цивільне космічне агентство Аргентини, яке забезпечує реалізацію державної політики в галузі космічної діяльності країни. З'явилося в 1991 році в результаті реорганізації Національної комісії з дослідження космосу (ісп. Comisión Nacional de Investigaciones Espaciales, CNIE), що існувала з 1960 року.

## Історія

### Sociedad Argentina Interplanetaria
У 1940-х роках Теофіло Табанера створив Аргентинське міжпланетне товариство (ісп. Sociedad Argentina Interplanetaria), в яке увійшли як місцеві, так і іноземні фахівці. Завдяки цьому Аргентина стала першою латиноамериканською країною, яка створила організацію, що займалася питаннями космічних польотів, а в 1952 році стала одним із засновників Міжнародної федерації астронавтики.

### Comisión Nacional de Investigaciones Espaciales— CNIE

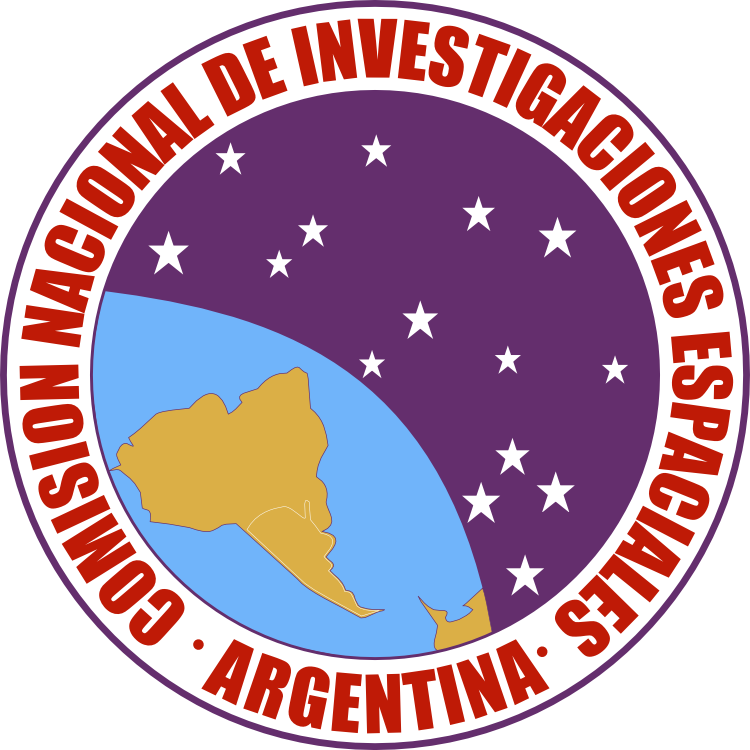
логотип CNIE

У 1960 році Табанера очолив щойно створену Національну комісію з дослідження космосу (ісп. Comisión Nacional de Investigaciones Espaciales), попередника CONAE. Комісія спільно з Інститутом аерокосмічних досліджень (IIAE), що належить ВПС, працювала над створенням ряду багатоступеневих ракет.

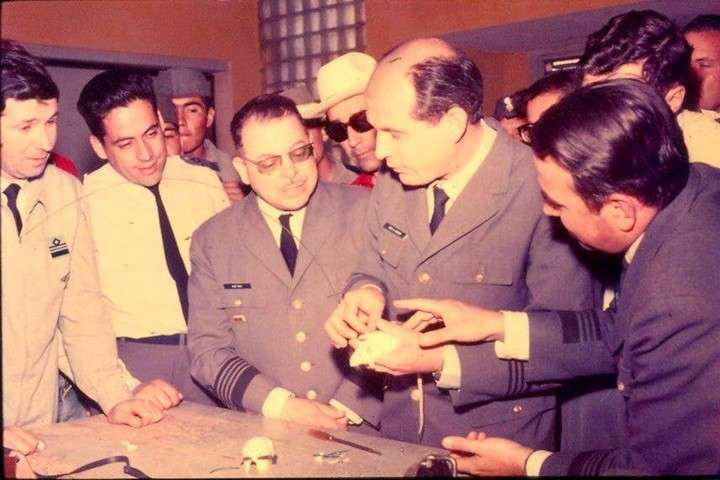
Демонстрація пресі піддослідного гризуна Belisario

В середині 1960 років був здійснений проєкт BIO в результаті якого в 1967 році був проведений запуск ракети Yarará за участю миші Belisario, а в 1969 році запуск ракети Canopus II з мавпою Juan. Таким чином Аргентина стала першою країною в Латинській Америці, що відправила біологічний об'єкт у космос за допомогою ракети власної розробки.
Протягом 1970-х років Аргентина регулярно запускала двоступеневі твердопаливні ракети Castor A на висоти до 500 км. З їх допомогою було проведено кілька міжнародних експериментів.

### Програма «Condor»
Після Фолклендської (Мальвінської) війни, з накладенням ембарго на постачання зброї Буенос-Айресу, Аргентина брала участь у багатонаціональному проєкті за участю Єгипту і Іраку (фінансували проєкт) і Німеччиною (яка надала технологію) по створенню балістичної ракети середньої дальності «Ко́ндор II», в якій так ж брали участь європейські і американські фірми. Під тиском США і МВФ, а також у зв'язку з економічними проблемами програма Condor була згорнута в 1991 році, IIAE був закритий, а CNIE розпущена.

### Національна комісія з космічної діяльності— CONAE
Натомість CNIE 28 травня 1991 року була створена CONAE, основним завданням якої стала на той момент спільна з INVAP розробка супутників дистанційного зондування Землі та екологічного моніторингу.
На початку 1990-х Національна комісія з космічної діяльності підписала угоди з НАСА та європейськими агентствами. В результаті були розроблені і запущені супутники спостереження Землі, включаючи:
- SAC-A (3 грудня 1998 р.)
- SAC-B (4 грудня 1996 р.)
- SAC-C (21 листопада 2000 р.)
- SAC-D (10 червня 2011 р.)

16 жовтня 2014 року був запущений ARSAT-1, перший супутник зв'язку на геостаціонарній орбіті виготовлений на території Аргентини компанією INVAP (із застосуванням іноземних компонентів).
У 1998 році CONAE отримало запрошення від НАСА приєднатися до проєкту будівництва Міжнародної космічної станції (МКС). Але уряд відхилив пропозицію, через великі витрати на участь у проєкті.
У 2009 році був проведений запуск ракети Gradicom I, в 2011 році був проведений запуск ракети Gradicom II.
У 2007 і 2008 році проводилися випробування суборбітальних ракет серії «Tronador I». У 2011 році був проведений невдалий запуск T4000, що є третьою ступеню ракети «Tronador II». У 2013—2014 році проводилися запуски прототипу низькоорбітальної ракети-носія «Tronador II», перший запуск якої запланований на 2015 рік.

## Інфраструктура

### Космічний центр ім. Теофіло Табанери

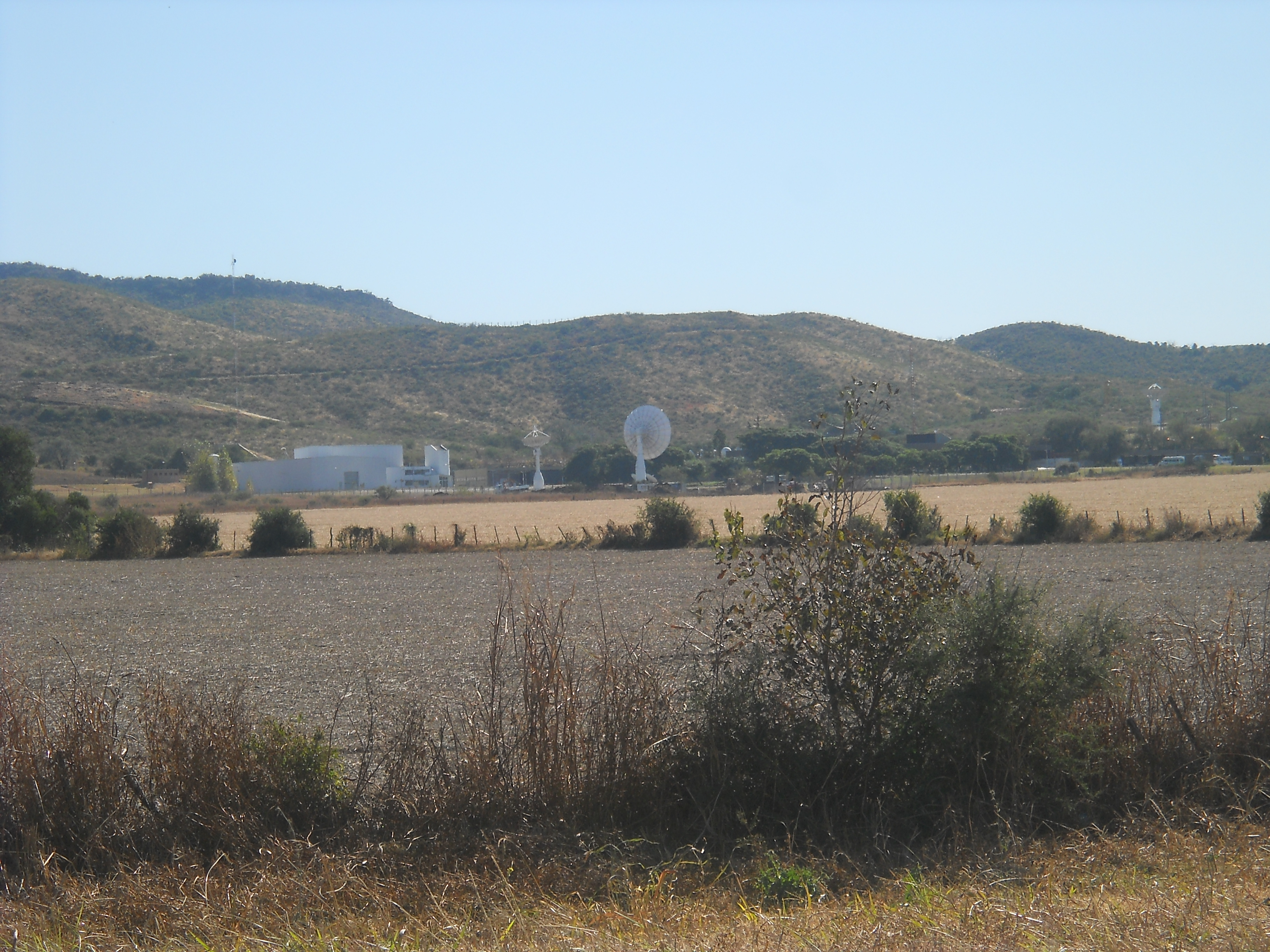
Космічний центр ім. Теофіло Табанери

«Космічний центр ім. Теофіло Табанери» (ісп. Centro Espacial Teófilo Tabanera), науково-дослідний комплекс, розташований за 30 км на південний захід від міста Кордова, до складу якого входять:
- Наземна станція Кордова

Антени станції у Кордові

Станція у Кордові працює з 1997 року. Призначена для керування супутниками, а також прийому, каталогізації та зберігання супутникових даних.
- Наземна станція на Вогняній Землі

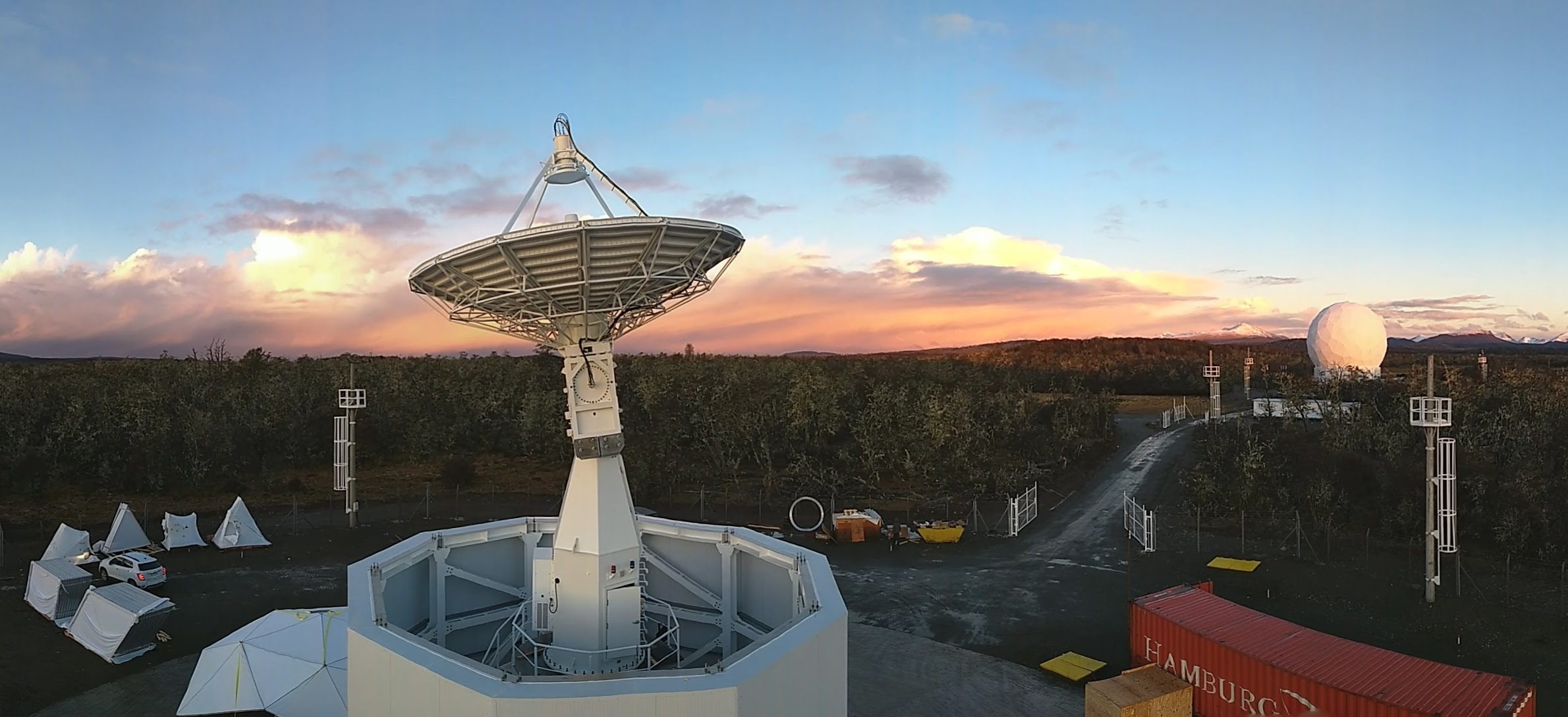
Панорама станції (Вогняна Земля)

Станція розпочала свою діяльність у 2018 році, у місті Толуїн, провінції Вогняна Земля, на південному краю Аргентини, щоб забезпечити збір даних про антарктичний континент.
- Центр керування місіями

Відповідає за планування, функціонування та моніторинг супутників.
- Монтажно–випробувальний комплекс
- Інститут перспективних космічних досліджень (англ. Institute for Advance Space Studies "Mario Gulich")

### Випробувальні полігони
- Космічний центр Пунта-Індіо (ісп. Centro Espacial de Punta Indio)

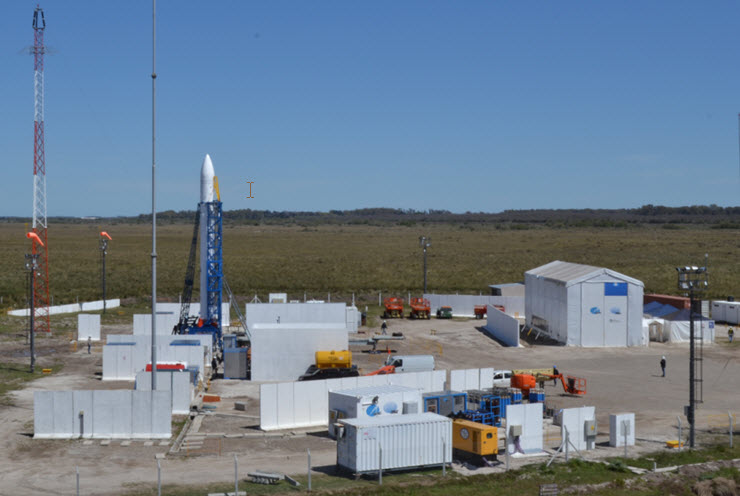
Стартовий майданчик Пунта-Індіо

Космодром розташований у провінції Буенос-Айрес, був офіційно відкритий 23 грудня 2014 року, під назвою «Polo Espacial de Punta Indio». Має загальну площу 2000 м².
Використовувався для випробування прототипів проєкту Tronador, в даний час центр використовується для тестування двигунів.
- Космічний центр ім. Мануеля Бельграно (ісп. Centro Espacial Manuel Belgrano)

Космодром розташований на території ВМБ Пуерто-Бельграно, і належить Національній комісії з космічної діяльності.

## Міжнародне співробітництво
Проєкти CONAE є частиною італійсько-аргентинської системи супутників для управління надзвичайними ситуаціями (SIASGE). Знаючи великі переваги поєднання інформації, наданої радарами L- та X-діапазону, Аргентина та Італія об'єднують зусилля для розробки цієї системи, яка буде повністю присвячена наданню інформації для зменшення наслідків природних катастроф.
У липні 2003 року CONAE приєдналася до Міжнародної хартії «Космос та великі катастрофи», метою якої є надання уніфікованої системи збору та доставки космічних даних тим, хто постраждав від природних або техногенних катастроф через уповноважених користувачів.
Агентство забезпечило угоду з Європейським космічним агентством (ESA) 24 червня 2009 року про встановлення 35-метрової антени та інших засобів підтримки місій в обсерваторії П'єра Оже. Цей об'єкт буде сприяти проєктам космічних зондів Mars Express, Venus Express та Rosetta, а також власним внутрішнім дослідженням CONAE та запланованому ESA проєкту «Глибокий космос». Одна з трьох таких установок ESA у світі, створить триангуляцію, яка дозволить забезпечити охоплення місії цілодобово.